# Papuagrion rufipedum
Papuagrion rufipedum är en trollsländeart som beskrevs av Maurits Anne Lieftinck 1937. Papuagrion rufipedum ingår i släktet Papuagrion och familjen dammflicksländor. Inga underarter finns listade i Catalogue of Life.